# Scartino
Scartino, detto anche quintina, è un gioco che si effettua con le carte napoletane.
Si può giocare uno contro uno o in coppia, due contro due.

## Regole
Se il gioco si svolge uno contro uno, vengono distribuite 3 carte a testa, dopodiché si posa il mazzo al centro del tavolo e il giocatore che non ha servito tira la prima carta seguito da chi ha dato le carte. Ogni volta che un giocatore scarta una carta, ne deve ripescare una dal mazzo. Vince e raccoglie le carte chi ha gettato la carta più alta sia di palo che di numero.
I punti in totale sono 112 e vince chi fa più punti.
In caso di due contro due, le regole sono uguali, solo che i punti si contano a coppie.

## Valore delle carte
Le carte, in ordine di valore, sono:
- 5 (La carta con cui è possibile prendere tutto e che vale 5 punti);
- 7 (Carta normale con il valore di 7 punti);
- 6 (Carta normale con il valore di 6 punti);
- 4 (Carta normale con il valore di 4 punti);
- 3 (Carta normale con il valore di 3 punti);
- 2 (Carta normale con il valore di 2 punti);
- 1 (Carta normale con il valore di 1 punto);
- 10/9/8 (Carte dette Scartini, che non valgono punti ma che possono "scartare altre carte".

## Valore dei Pali
I quattro segni delle carte napoletane in questo gioco vengono chiamati pali e il loro ordine è denari, spade, bastoni e coppe.
Per ricordare meglio quest'ordine una frase tipica che viene ripetuta nel gioco è "Dove Sento Belle Canzoni".

## Svolgimento ed esempi
Se ad esempio il primo giocatore tira il 3 di coppe e l'altro il 4 di bastoni, prende colui che ha tirato il 4 di bastoni perché è una carta più alta e anche di palo, oppure se il primo tira 2 di denari e l'altro 3 di spade, prende colui che ha tirato 2 di denari perché anche se il 3 di spade è più grande, è inferiore di palo.
Fa eccezione il cinque che prende su qualsiasi carta a meno che non sia un cinque di un palo più alto.
Infine ci sono gli scartini (le figure), si usano per scartare una carta tirata dall'avversario (anche i 5). Ad esempio se il primo tira il 7 di denari e il secondo tira il 9 di bastoni, queste due carte vengono messe da parte come carte di scarto e di conseguenza il 7 di denari sarà escluso dal punteggio.